# Северни длакавоноси вомбат
Северни длакавоноси вомбат (лат. Lasiorhinus krefftii) је врста сисара из породице вомбата (Vombatidae).

## Распрострањење
Ареал врсте је ограничен на једну државу. Аустралија је једино познато природно станиште врсте.

## Станиште
Станиште врсте су шуме еукалиптуса и травне површине уз речне екосистеме.

## Угроженост
Ова врста је крајње угрожена и у великој опасности од изумирања.